# 国会 (ウルグアイ)
ウルグアイ議会（ウルグアイぎかい、スペイン語: Asamblea General de Uruguay）は、ウルグアイの立法府である。

## 概要
上院に相当する元老院と、下院に相当する代議院で構成される。
元老院の定数は31名、代議院の定数は99名。任期はどちらも5年である。再任は規制されていない。元老院議長は副大統領が兼任している。
両院の権限として、法律を採択して公布すること、裁判所を設立し司法の手配や管理をすること、政府が提出した予算の審査、国債の発行、宣戦布告や外国との条約に批准するかの判断等がある。
コロラド党と国民党の権力闘争が長年続いていたが、2004年の総選挙で拡大戦線が両院で過半数を制し、政権を獲得した。その後、3期連続で拡大戦線が与党だったが、2019年の総選挙で国民党がコロラド党や独立党などを取り込んだ多色連合を構成して過半数を獲得し、中道右派政権が誕生した。